# 旭川ガス
旭川ガス株式会社（あさひかわガス）は、北海道旭川市に本社を置く、日本の都市ガスを主力とするエネルギー販売会社。
旭川市、東神楽町、江別市の一部において都市ガス事業を展開している。
また、経済産業省によって2022年度、2023年度、2024年度の健康経営優良法人に認定されている。

## 沿革
- 1933年12月 - 旭川ガス株式会社設立。
- 1934年9月 - 旭川市において都市ガスの供給を開始する。
- 1982年1月 - 江別ガスと合併する。
- 2003年 - 天然ガス転換作業開始
- 2007年 - 北海道ガス（北ガス）との業務提携発表。

## 工場
- 永山工場
- 江別工場

## 関連会社
- 旭川ガス燃料株式会社
- 旭川ガス管工事株式会社
- 旭川ガス住設株式会社
- 旭川ガスサービス株式会社
- 旭川ガスサポート株式会社
- 株式会社旭川ガスチャージセンター